# Blixa Bargeld

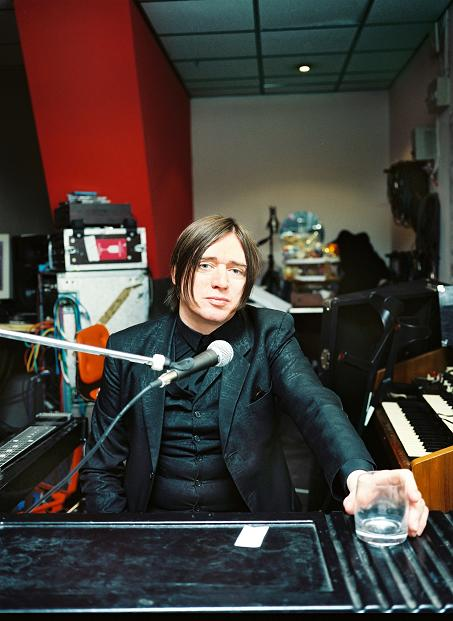
Blixa Bargeld

Blixa Bargeld, geboren als Christian Emmerich (Berlijn, 12 januari 1959) is een Duits gitarist, zanger, performancekunstenaar, componist, schrijver en acteur. Blixa Bargeld was in 1980 mede-oprichter en is sindsdien zanger van de groep Einstürzende Neubauten.
Bargelds' naam verwijst naar de Dadakunstenaar Johannes Theodor Baargeld; het eerste deel komt van een merk viltstiften. Volgens eigen zeggen gebruikt Bargeld zijn oude naam helemaal niet meer en wordt hij zelfs door zijn moeder met 'Blixa' aangesproken. Hij woont nu in Peking. Hij was van 1984 tot 2003 gitarist van de band Nick Cave and the Bad Seeds. Hij zong diverse duetten met Nick Cave zoals The Carny en The Weeping Song.
Bargeld was betrokken bij theaterprojecten van Heiner Müller, Werner Schwab en Peter Zadek. Dit leverde hem weleens het verwijt op dat hij te veel aansluiting zocht bij de gevestigde cultuur. Af en toe werd hij 'het lievelingetje van de culturele bijlages' genoemd. Hieruit is de paradox ontstaan, dat hij door de 'underground' als te intellectueel wordt gezien maar binnen de gevestigde cultuur als te pretentieus wordt ervaren. Sinds het midden van de jaren 90 treedt Bargeld ook solo op met zogenaamde speech performances, optredens die uitblinken door avontuurlijke audiovisuele vondsten. Daarbij wordt hij meestal bijgestaan door Boris Wilsdorf, de geluidstechnicus van 'de Neubauten'.

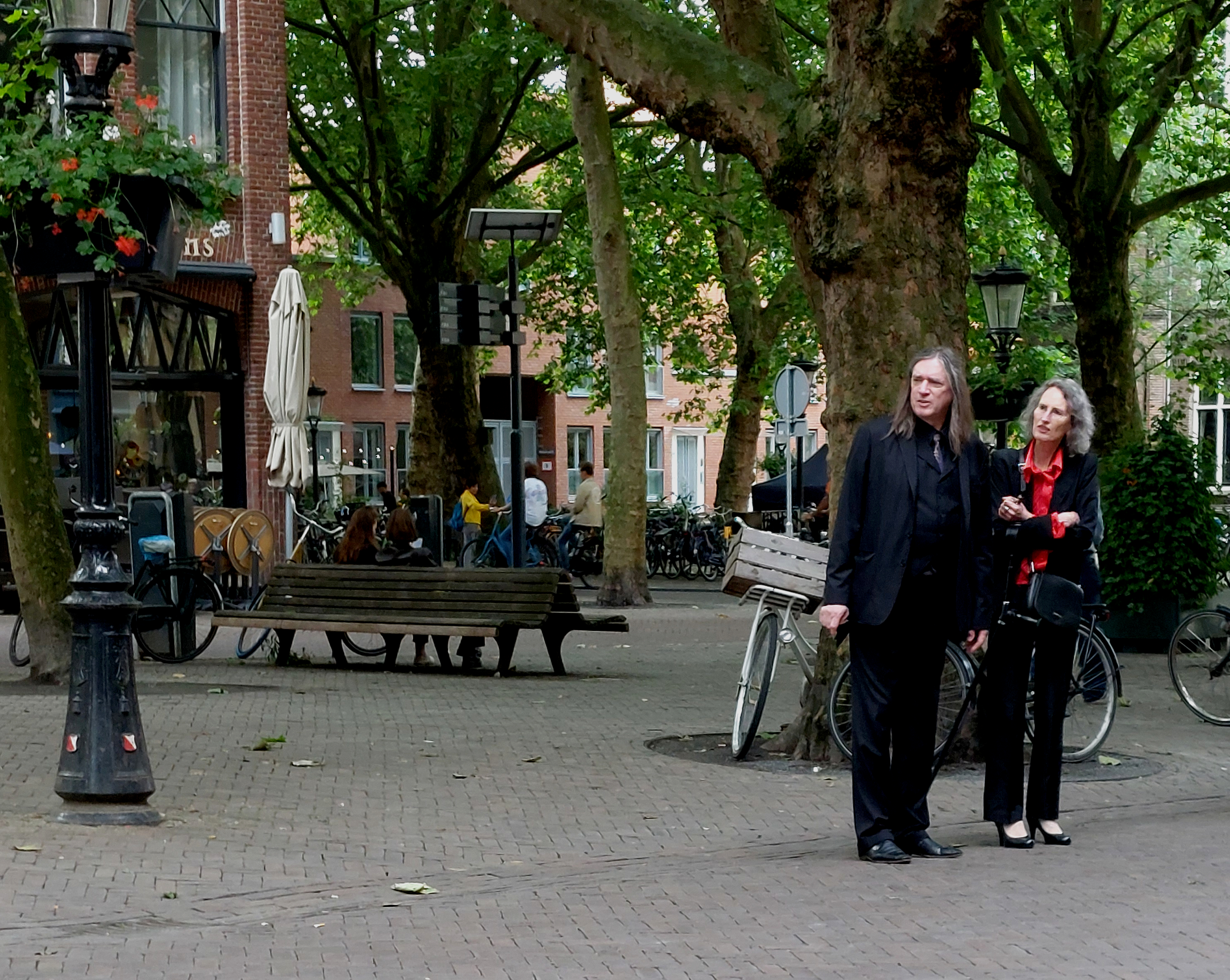
Blixa Bargeld in gezelschap van Karin Spaink, Mariaplaats Utrecht.

In 1987 trad hij op als lid van Nick Cave & The Bad Seeds in Wim Wenders' film Der Himmel über Berlin. Eind jaren 90 trad hij op als maniakale sadist in een RTL detective met Iris Berben. Verder speelde hij in 1996 een hoofdrol in de film Die Totale Therapie. In 1996 ontstond de korte film Blixa Bargeld Stole My Cowboy Boots met Michael Imperioli in de hoofdrol. Bargeld zelf treedt daarin niet op.
Bargeld is getrouwd met wiskundige Erin Zhu, die manager is van de band Einsturzende Neubauten. Samen hebben ze een zoon.
In een interview in 2024 verklaarde Bargeld dat hij zichzelf als queer beschouwde en dat zijn vrouw de enige cisgender persoon in het gezin is.